# Егоров, Вениамин Васильевич
Вениамин Васильевич Егоров (1933—1983) — новатор целлюлозно-бумажной промышленности. Герой Социалистического Труда (1966).

## Биография
В 1951 окончил Кондровское ремесленное училище, направлен на Кондопожский целлюлозно-бумажный комбинат, где работал подручным сушильщина на бумажной машине № 2/
В дальнейшем трудился накатчиком, сушильщиком, сеточником.
Принимал участие в пуске и освоении бумагоделательных машин № 4, 5 и 6, внес ряд ценных рационализаторских предложений, в том числе по модернизации буммашины № 2.
С 1970 г. и до выхода на пенсию работал заместителем начальника бумажной фабрики № 3.
Член Карельского обкома КПСС.
Депутат Верховного Совета СССР 6-го созыва .